# Chimes (メガマソの曲)
『chimes』（チャイムス）は、日本のヴィジュアル系ロックバンドであるメガマソが2009年10月7日にリリースした通算6枚目のシングルであり、メジャーデビュー曲である。

## 販売形態
- chimes 初回盤A（CD＋DVD）
- chimes 初回盤B（CD＋DVD）
- chimes 通常版（CD）

## 収録曲

### 初回盤A/B収録曲
1. chimes
  - 作詞・作曲：涼平
  - NTV系テレビ番組「メロjpでいこう!」オープニングテーマ。
2. 悲しみの距離
  - 作詞・作曲：インザーギ
3. chimes （Instrumental）

- 初回盤A特典
  - DVD 『chimes』（Video Clip）

- 初回盤B特典

1. 『chimes』 （Video Clip Making + Special Interview）
2. テレ玉 『メガマソちゃんねる』 ダイジェスト

### 通常盤収録曲
1. chimes
2. 悲しみの距離
3. キングスドーン
  - 作詞・作曲：涼平
4. chimes （Instromental）